# Го Соеда
Го Соеда (на японски: 添田 豪, по английската Система на Хепбърн Soeda Gou) е професионален тенисист от Япония. роден на 5 септември 1984 г. във Фуджисава, Япония.

## Биография
Го Соеда е роден на 5 септември 1984 г. във Фуджисава, Япония.

## Кариера
Соеда е професионален тенисист от 2003 г. Най-доброто му представяне в турнирите от големия шлем е втори кръг на Уимбълдън през 2012 година.